# 北輪内村
北輪内村（きたわうちむら）は三重県南牟婁郡にあった村。現在の尾鷲市の南部、紀勢本線・三木里駅の周辺にあたる。

## 地理
- 海洋：熊野灘、賀田湾
- 山岳：谷ノ山、亥谷山
- 岬：三木崎

## 歴史
- 1889年（明治22年）4月1日 - 町村制の施行により、盛松浦・三木浦・小脇村・名柄村・三木里浦の区域をもって発足。
- 1954年（昭和29年）6月20日 - 南輪内村・北牟婁郡尾鷲町・須賀利村・九鬼村と合併して尾鷲市が発足。同日北輪内村廃止。

## 交通

### 鉄道路線
現在は旧町域に紀勢本線の三木里駅が所在するが、当時は未開業。

### 道路
- 国道170号（現・国道42号）